# 아담의 다리

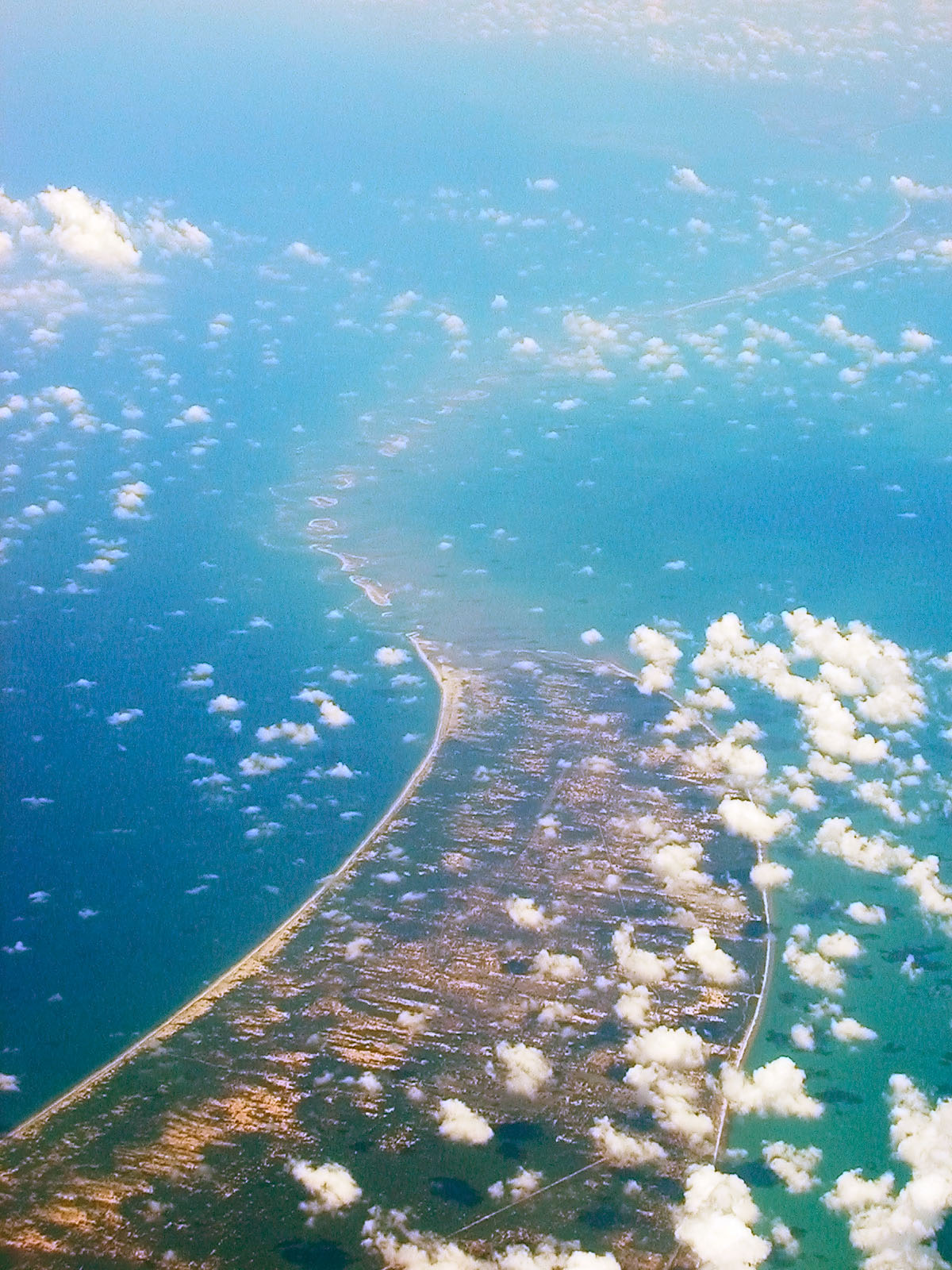
아담의 다리

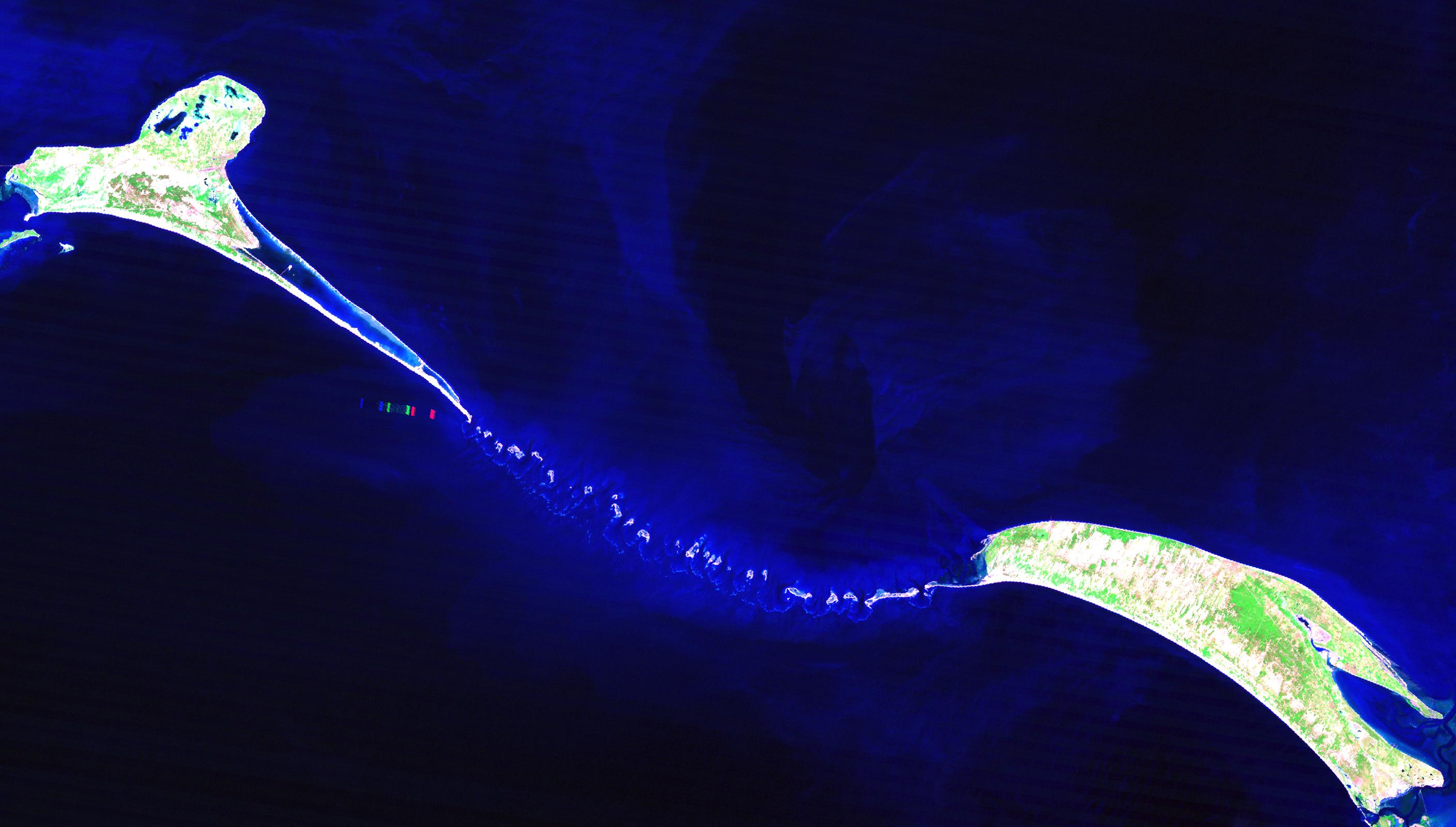
아담의 다리의 위성 사진

아담의 다리(타밀어: ஆதாம் பாலம் ātām pālam, 영어: Adam's Bridge) 또는 라마의 다리(타밀어: இராமர் பாலம் Irāmar pālam, 산스크리트어: रामसेतु rāmasetu, 영어: Rama's Bridge, Rama Setu)는 인도 남동부 타밀나두 주의 라메스와람 섬(Rameswaram Island)라고도 알려진 팜반 섬(Pamban Island)에서부터 스리랑카 북서부 해안의 마나르 섬(Mannar Island)에 이르기까지 염주 모양으로 이어진 사주를 말한다. 지질학적으로 볼 때 예전에 인도와 스리랑카가 육로로 연결되어있었던 흔적으로 보인다.
다리의 길이는 30 km이며 서남쪽의 마나르 만과 동북쪽의 포크 해협(Palk Strait)을 나누는 기준이 된다. 일부 모래톱은 수면 위로 드러나 있으며 일대의 수심이 1 m에서 10 m 정도로 매우 얕아 항해가 어렵다. 15세기 무렵까지는 도보로 건널 수 있었던 것으로 알려져 있으며 사원의 기록에 의하면 기원후 1480년에 싸이클론이 다리를 파괴하기 전까지는 다리 전체가 수면 위로 드러나 있었던 것으로 보인다.
철교로 각 사주가 연결되어 있으며 인도 쪽은 라메스와람 섬까지, 스리랑카 쪽은 마나르 섬까지 철도가 부설되어 있다.

## 명명
아담의 다리는 고대 인도의 산스크리트어 서사시인 발미키(Valmiki)의 라마야나(Ramayana)에서 처음 언급되었다. 라마의 다리나 라마 세투(산스크리트어)라는 이름은 힌두교 신화의 라마 신(Rama)의 군대 바나라(Vanara)에 의해 건설된 다리라는 뜻이다. 신화에 따르면 이 다리는 라마 신이 락샤사(Rakshasa)의 왕 라바나(Ravana)로부터 자신의 부인인 시타(Sita)를 구출하려고 랑카(Lanka)에 가기 위해 만들었다. 라마야나 2-22-76 절에서 이 다리를 세투반다남(Setubandhanam) 이라고 칭하는데 오늘날까지 이어지고 있다.

## 참조
1. ↑  Room, Adrian (2006). 《Placenames of the World》. McFarland & Company. 19쪽. ISBN 0-7864-2248-3.
2. ↑  “Valmiki Ramayan calls mythological bridge built by Lord Rama as Setubandhanam”. 2017년 12월 13일에 원본 문서에서 보존된 문서. 2013년 6월 6일에 확인함.